# Bruinsnavelhoningeter
De Bruinsnavelhoningeter (Gymnomyza brunneirostris) is een zangvogel uit de familie Meliphagidae (honingeters).

## Verspreiding en leefgebied
Deze soort komt voor op Viti Levu, een eiland van de Fiji-eilanden.

## Status
De grootte van de populatie is in 2005 geschat op 50.000-100.000 volwassen vogels. Op de Rode lijst van de IUCN heeft deze soort de status niet bedreigd.